# 폴 부크헤잇

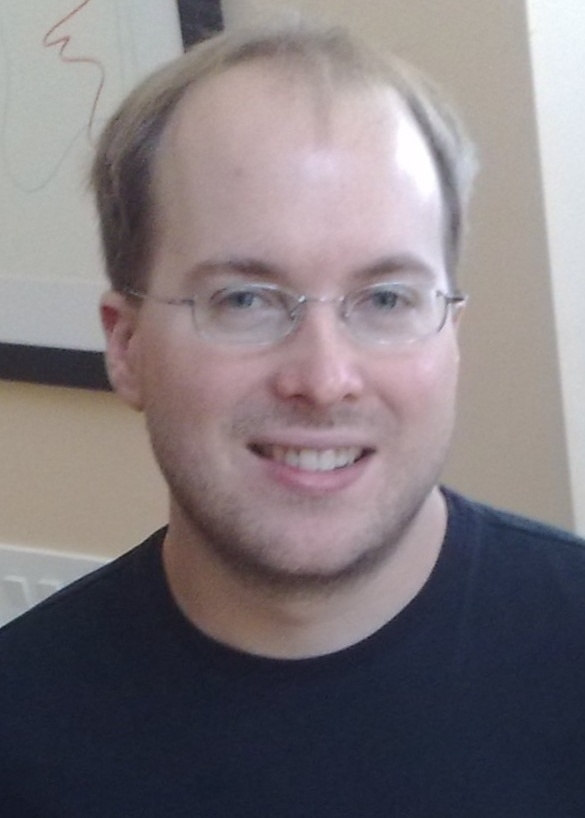

폴 부크헤잇(Paul Buchheit, 본명: 폴 T. 부크헤잇, Paul T. Buchheit, 1977년 11월 7일 ~ )은 이메일 서비스 Gmail을 만든 미국의 컴퓨터 엔지니어이자 기업가이다. 그는 Gmail 작업의 일환으로 구글 애드센스의 오리지널 프로토타입을 개발했다. 또한 1999년 엔지니어 아밋 파텔(Amit Patel)이 처음으로 모토를 만든 이후 2000년 회사 가치에 대한 회의에서 구글의 이전 회사 모토인 'Don't Be Evil'을 제안했다.

## 어린 시절과 교육
부크헤잇은 1977년 11월 7일 뉴욕 주 웹스터에서 태어났다. 오하이오주 클리블랜드에 있는 케이스 웨스턴 리저브 대학교(Case Western Reserve University)에서 컴퓨터 과학을 전공했으며 대학 조정 팀의 일원이었다.

## 경력
부크헤잇은 인텔에서 근무했으며 나중에 구글의 23번째 직원이 되었다. 구글에서 그는 검색 및 저장 분야의 혁신을 통해 2001년부터 Gmail 개발을 시작했다. 그는 또한 애드센스가 무엇인지 모호하게 제안했다. 부크헤잇은 2006년 구글을 떠나 2007년 파트너인 브렛 테일러(Bret Taylor)와 함께 시작한 프렌드피드(FriendFeed)를 시작했다. 프렌드피드는 2009년 개인 거래를 통해 페이스북에 인수되었으며, 이로 인해 부크헤잇은 페이스북 직원이 되었다. 2010년에 부크헤잇은 페이스북을 떠나 투자 회사인 Y 컴비네이터(Y Combinator)의 파트너가 되었다. 2006년(투자를 시작했을 때)부터 2008년까지 부크헤잇은 32개 회사에 약 121만 달러를 투자했다.
"약 40개" 스타트업(자신의 추정에 따르면)에 대한 자신의 엔젤 투자를 계속 감독하고 있으며 Y 컴비네이터에서 활발히 활동하고 있다.